# Ocna Mureș
Ocna Mureș (früher Uioara; lat. Salinae, ungarisch Marosújvár, deutsch Miereschhall) ist eine Kleinstadt im Kreis Alba in der Region Siebenbürgen in Rumänien. Ihre Bevölkerung betrug im Jahre 2002 15.526 Einwohner.
Das Stadtgebiet weist Siedlungsspuren auf, die bis ins Neolithikum zurück reichen. In römischer Zeit befand sich im Bereich des heutigen Stadtteils Războieni-Cetate das Kastell Războieni-Cetate, dessen Besatzung im zweiten und dritten Jahrhundert das Tal des Mureș überwachte und die bereits damals betriebene Salzgewinnung schützte. Die erste urkundliche Erwähnung unter dem Namen Uioara (abgeleitet vom ungarischen Wort Ujvár = Neues Schloss) datiert auf das Jahr 1203.
In der Nähe der Stadt befindet sich ein großes Salzvorkommen, das bis in die 1980er Jahre hinein ausgebeutet wurde. Als die Stollen mit Wasser geflutet wurden, brach die darüberliegende Deckschicht zusammen und zerstörte große Teile der Innenstadt. Ocna Mureș hat aus der Zeit des Abbaus eine Fabrik für chlorosodische Produkte sowie ein Heilbad, das sich der überfluteten Minen als Quelle bedient.

## Kultur
Gotteshäuser

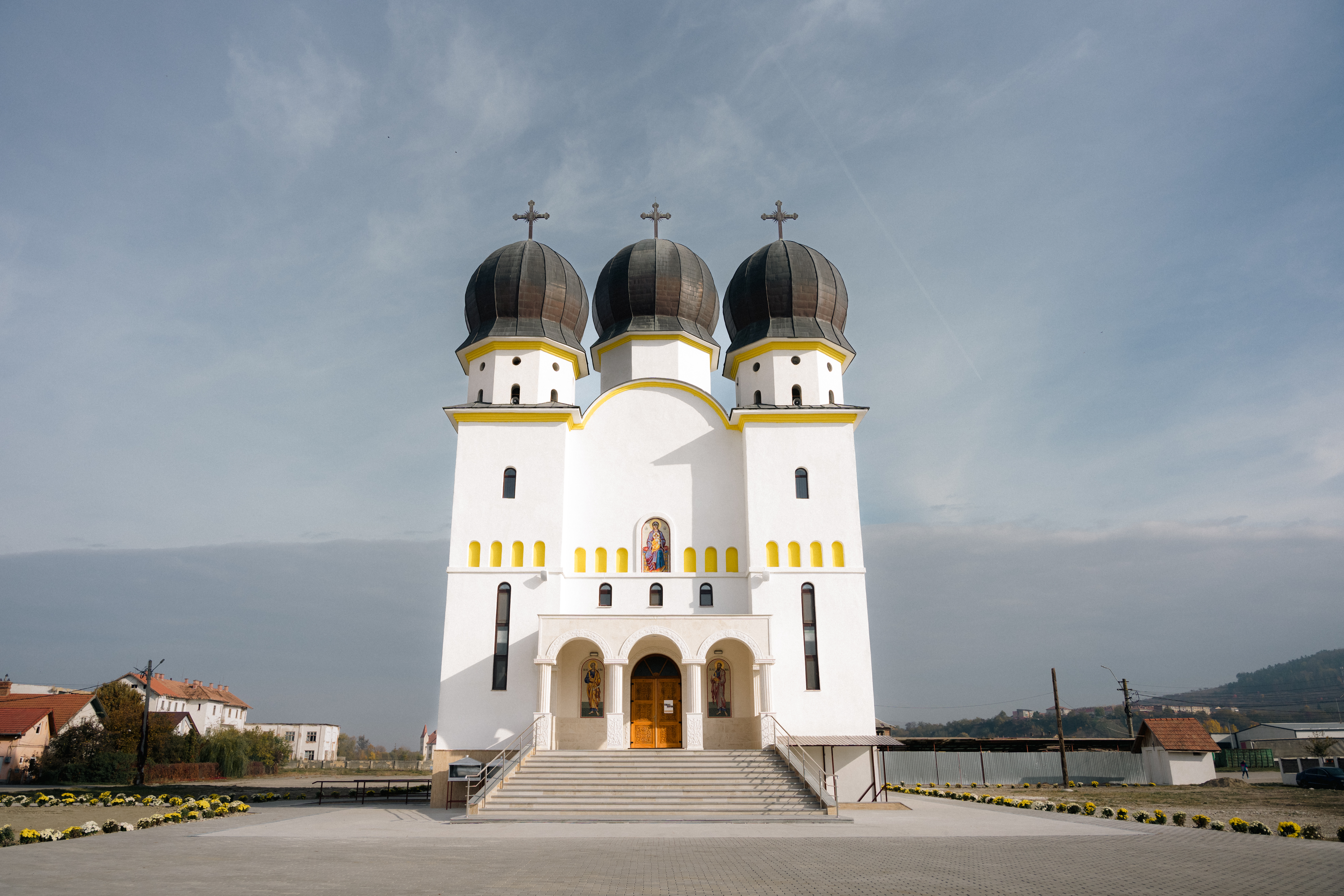
Geburt der Gottesgebärerin Orthodoxe Kirche

- Hl. Nikolaus Orthodoxe Kirche (Nicolae Iorga Str.)
- Hl. Andreas Ap. Orthodoxe Kirche (Nicolae Iorga Str.)
- Geburt der Gottesgebärerin Orthodoxe Kirche (Mălinului Str. 1B) - Facebook-Seite
- Hl. Karl Borromäus Römisch-Katholische Kirche, aus 1820 (Nicolae Iorga Str.)
- Hl. Nikolaus Griechisch-Katholische Kirche (Nicolae Iorga Str.)
- Reformierte Kirche (Nicolae Iorga Str.)
- Adventgemeinde (Avram Iancu Str.) - Facebook-Seite
- Das Brothaus Pfingstgemeinde (Cloșca Str. 1) - Facebook-Seite
- Königreichssaal der Jehovas Zeugen (Crișan Str.)
- Tischlerhaus Baptistengemeinde (Lacului Str.) - Website
- Der barmherzige Samariter Freikirchengemeinde (M. Viteazu Str.)
- Jüdischer Friedhof (Tudor Vladimirescu Str.)

## Söhne und Töchter der Stadt
- Ioachim Moldoveanu (1913–1981), Fußballspieler
- Iosif Lengheriu (1914–1991), Fußballspieler
- Bazil Marian (1922–2008), Fußballspieler
- Liana Bertók (* 1959), Pianistin und Komponistin
- Mihaela Botezan (* 1976), Langstreckenläuferin
- Tiberiu Bălan (* 1981), Fußballspieler